# Siddiq Manzoul
Siddiq Manzoul ou صديق منزول (né en 1932 et mort le 11 avril 2003) est un footballeur soudanais des années 1950 et 1960.

## Carrière
Il participe avec le Soudan à deux matchs contre la Syrie, matchs comptant pour les qualifications de la Coupe du monde 1958.
Il prend part avec l'équipe du Soudan à la Coupe d'Afrique des nations 1957 puis à la Coupe d'Afrique des nations 1959.

## Palmarès
- Champion du Soudan en 1962 avec Al Hilal Omdurman
- Finaliste de la Coupe d'Afrique des nations 1959 avec l'équipe du Soudan
- Troisième de la Coupe d'Afrique des nations 1957 avec l'équipe du Soudan